# Tadeusz Sztybel
Tadeusz Konstanty Sztybel (ur. 23 lutego 1898 w Żyrardowie, zm. 13 kwietnia 1959 w Nowym Jorku) – porucznik lotnictwa Wojska Polskiego i Polskich Sił Powietrznych.

## Życiorys
Po odzyskaniu przez Polskę niepodległości został przyjęty do Wojska Polskiego. Wziął udział w walkach podczas wojny polsko-bolszewickiej w stopniu podporucznika jako obserwator 1 eskadry wywiadowczej. Został awansowany do stopnia porucznika rezerwy lotnictwa ze starszeństwem z 1 czerwca 1919. W latach 20. i 30. był oficerem rezerwowym 3 pułku lotniczego w garnizonie Poznań i pozostawał wówczas w ewidencji Powiatowej Komendy Uzupełnień Poznań Miasto.
Został kierownikiem stacji Ławica. Był działaczem Ligi Obrony Powietrznej i Przeciwgazowej. W latach 30. był dyrektorem L. O. P. P. w Warszawie. W 1932 zasiadł w Radzie Nadzorczej Aeroklubu Poznańskiego.
Po wybuchu II wojny światowej i kampanii wrześniowej przedostał się na Zachód. Wstąpił do Polskich Sił Powietrznych w Anglii w ramach Royal Air Force. Służył w stopniu porucznika jako oficer techniczny.

## Publikacje
Był encyklopedystą. Wraz z Sergiuszem Abżółtowskim był edytorem jednotomowej Małej encyklopedii lotniczej wydanej w 1938 przez Ligę Obrony Powietrznej i Przeciwgazowej .
- Krótkie wiadomości z lotnictwa, O. P. L. i O. P. Gaz (1931)
- Mała encyklopedia lotnicza. Ilustrowany słownik lotniczy (1938)[12]

## Ordery i odznaczenia
- Krzyż Kawalerski Orderu Odrodzenia Polski (1938)[13]
- Złoty Krzyż Zasługi (13 maja 1933)[14]
- Złota Odznaka Honorowa Ligi Obrony Powietrznej i Przeciwgazowej I stopnia[15]